# Roter Hof (Wien)

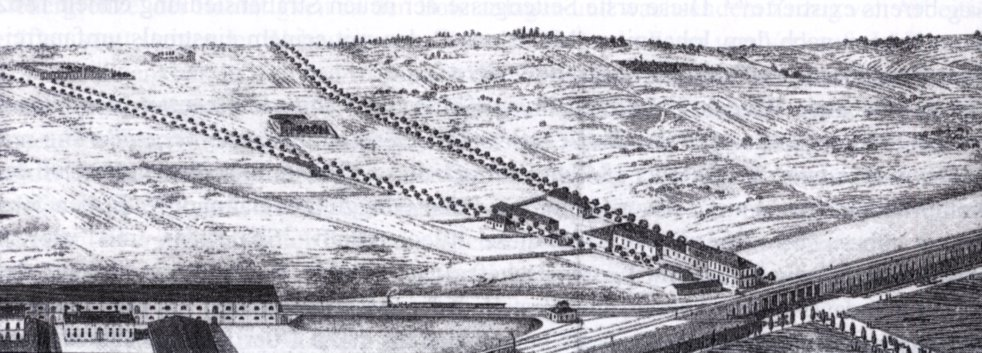
Der Rote Hof in der Mitte zwischen dem Steudelschen Gasthaus unten und dem Alten Landgut oben, um 1843

Der Rote Hof war ein Freihof und eines der wenigen Gebäude, die auf dem Gebiet des heutigen 10. Wiener Gemeindebezirks Favoriten vor dessen Gründung 1874 bestanden. Nach ihm wurde 1875 die Rotenhofgasse benannt. Der Rote Hof befand sich an der Stelle der heutigen Buchengasse 67.

## Geschichte
Sowohl die Nord- als auch die Südflanke des Wienerberges war im 18. und zu Beginn des 19. Jahrhunderts noch unverbaut. Es gab nur ganz vereinzelte Gebäude, die meist mit der Ziegelherstellung zusammenhingen, für welche der Lehmboden des Berges gute Voraussetzungen bot. Aus einem solchen Ziegelofen ging z. B. das Alte Landgut hervor, das in den 1830er Jahren ein bekanntes Ausflugs- und Vergnügungslokal wurde.
1802 erwarb der Baumeister Alois Göll an der alten Favoriten Landstraß von der Herrschaft Ebersdorf an der Donau ein keilförmiges Grundstück mit Ackergrund, das im Süden an den Fortifikations-Ziegelofen (aus dem das Alte Landgut hervorging) anschloss, entlang der Westseite des heutigen Reumannplatzes verlief und mit seiner Spitze bis an die heutige Quellenstraße reichte. Göll errichtete 1803 im südlichen Teil, der bis zur heutigen Schröttergasse reichte, eine Ziegelgrube und einen Ziegelofen, im Norden im Bereich der heutigen Buchengasse 67a und 67b ein Wohngebäude. Die häufig anzutreffende Meinung, der Rote Hof wäre aus einem kaiserlichen Jagdschlösschen hervorgegangen, das Kaiser Karl VI. errichtet habe, wie dies auch Felix Czeike in seinem Historischen Lexikon Wien schreibt, ist in den Bereich der Legende zu verweisen. Es gibt nicht den geringsten Hinweis, dass vor 1803 in diesem Bereich ein Gebäude bestanden hat.
Der ursprüngliche Rote Hof hatte eine etwa 18 Meter breite einstöckige Vorderfront, die mit ihrem Tor nach Norden Richtung Wien ausgerichtet war. Zu beiden Seiten befanden sich Zubauten mit Stallungen und Wagenremisen, sodass das Gebäude U-förmig, an der Südseite offen, angelegt war. Es besaß auch Keller und Garten, in denen eine Gastwirtschaft geführt wurde.

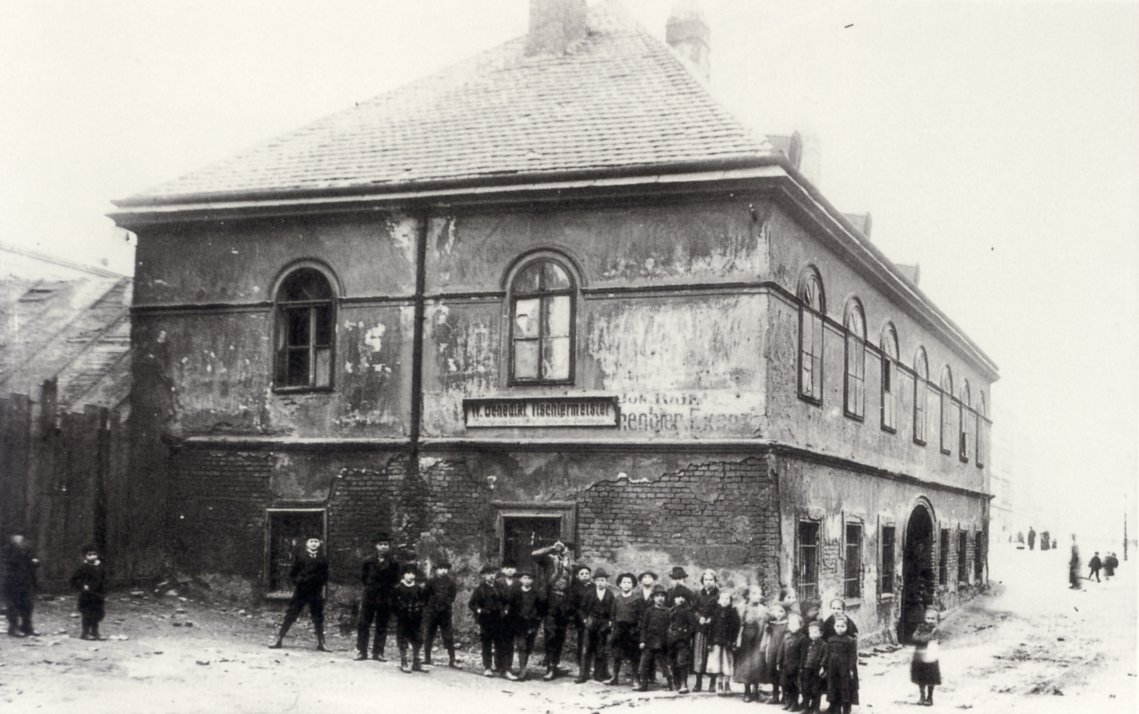
Der Rote Hof von Osten gesehen, um 1900

1810 verkaufte Göll seinen Besitz an den Reichsgrafen Franz Simon von Pfaffenhofen, der bereits Grundstücke auf dem zu Inzersdorf gehörenden Wienerberg besaß. Dieser führte den Ziegelofen nicht weiter und brach die dazugehörenden Trockenschuppen ab. Vor dem Roten Hof legte er einen spitzwinkligen Garten zur Stadtseite hin an und baute die Südseite des Gebäudes zu einem geschlossenen Meierhof aus. Außerdem ließ er eine Zufahrt zur Laxenburger Allee anlegen. Er benützte nun den zentral gelegenen Roten Hof als Wirtschaftshof für seine Besitzungen vor der Favoritenlinie. Im Gebäude soll sich auch eine Hauskapelle befunden haben. Seit jener Zeit ist der Name Rother Hof oder Rothenhof für das Gebäude überliefert. Der Ursprung dieses Namens ist ungeklärt, obwohl gemeinhin als Grund die Farbe der unverputzten Ziegelmauern angegeben wird. Dies lässt sich aber auf den vorhandenen kolorierten Abbildungen des Hofes aus der Zeit des Vormärz nicht bestätigen. Es gibt mehrere Gebäude im Bereich Wiens, die den gleichen oder ähnliche Namen tragen, wie auch den Ort Rothneusiedl, bei denen ebenfalls ihr Ursprung ungeklärt ist. Auf der Nordwand dieses Bauwerks befand sich der erste bekannte Justierungspunkt für die Fernrohre der alten Universitätssternwarte.
Nach mehreren Besitzerwechseln kam das Gebäude 1836 zu Wien und erhielt die Adresse Wieden 912. Es blieb bis in die 1860er Jahre gänzlich von Ackerland umgeben. Erst 1871 ist ein erstes Nachbarhaus errichtet worden. Nach der Bezirksgründung Favoritens war der Rote Hof Standort der Städtischen Feuerwehr. Im Zuge der planmäßigen Verbauung Favoritens entstanden auf einer Parzelle des Grundstücks nach der anderen Zinshäuser, bis um 1900 nur mehr die desolate und verwahrloste Vorderfront des Hauses in die Fahrbahn der Buchengasse ragte. 1903 wurden die letzten Reste des Roten Hofes abgetragen.